# Homosexualität im Fernsehen
Die Darstellung von Homosexualität im Fernsehen war lange Zeit in Deutschland ein Tabuthema. Zwar wurden gelegentlich Filme ausgestrahlt, die Homosexualität und andere LGBT-Themen behandelten oder es wurde in Talkshows darüber gesprochen. In Fernsehproduktionen oder Fernsehserien, die sich an die breite Masse richteten, war das Thema jedoch lange Zeit sehr selten oder es wurden Witze über betroffene Personengruppen gemacht. Das änderte sich erst Mitte der 1990er Jahre (siehe Liste von Filmen mit homosexuellem Inhalt). Medienanalysen von QUEERmdb.de dokumentierten ab 2021 einen Anstieg der LGBT-Sichtbarkeit in Filmen und Serienepisoden ab 70 Minuten. 2023 hatten 4,9 % mindestens eine queere Figur. 2024 waren es erstmals weniger als im Vorjahr.

## 1970er Jahre
In den 1970er Jahren strahlte der Fernsehsender ARD zum ersten Mal Filme aus, die sich gezielt mit dem Thema Homosexualität auseinandersetzen. Im Auftrag des Westdeutschen Rundfunks produzierte Rosa von Praunheim 1970 einen Film mit dem provokanten Titel: Nicht der Homosexuelle ist pervers, sondern die Situation, in der er lebt. Nach Diskussionen wurde der Film erstmals 1972 im 3. Programm des WDR ausgestrahlt. Diese Produktion machte den homosexuellen Filmemacher über Nacht zur Ikone der noch jungen Schwulenbewegung. Bei der Erstausstrahlung des Films im gemeinsamen ARD-Programm am 15. Januar 1973 schaltete sich der Bayerische Rundfunk aus und bewirkte damit ein großes Medienecho. Im Film kommt es zum ersten Kuss zwischen zwei Männern im deutschen Fernsehen. Mit dem Fernsehfilm Die Konsequenz aus dem Jahre 1977 erlebte die ARD einen weiteren Skandal, da sich bei der Erstausstrahlung dieses Films der Bayerische Rundfunk erneut aus dem Sendeverbund ausschaltete und ein Ersatzprogramm sendete.

## 1980er Jahre
Die 1980er Jahre waren weitgehend von den öffentlich-rechtlichen Programmen geprägt. Homosexuelle Figuren in Fernsehserien gab es in diesem Jahrzehnt nur selten; beispielsweise Steven, Sohn von Blake Carrington in der US-Seifenoper Der Denver-Clan. Des Weiteren lief in den Vereinigten Staaten im Kabelfernsehen Showtime von 1984 bis 1989 die Fernsehserie Unter Brüdern, deren Protagonist homosexuell ist.
In der sechsteiligen WDR-Serie Kein schöner Land von 1985 spielte Wieland Samolak einen homosexuellen Sohn. In der dritten Folge gab es den ersten Kuss zwischen zwei Männern in einer deutschen Serie.
In der ARD-Serie Lindenstraße gab es mit Carsten Flöter (Georg Uecker) seit 1985 bis zur Einstellung der Sendung 2020 einen schwulen Charakter und 1987 gab es den ersten Kuss zwischen zwei Männern in der Serie, es küssten sich Carsten Flöter und Gerd Weinbauer (Günter Barton).
In der 1989 bis 1993 im ZDF ausgestrahlten Serie Inspektor Hooperman erschien mit der Nebenfigur des schwulen Polizisten Rick Silardi ein homosexueller Charakter, der ohne Klischees als ein freundlicher, hilfsbereiter Kollege dargestellt wird.
Eine der sieben nicht ausgestrahlten Folgen der Erfolgsserie Dallas, behandelte das Thema Homosexualität. In dieser Episode (Nr. 26 mit dem Original-Titel Royal Marriage) will Lucy Ewing sich mit Kit Mainwaring verloben. JR weiß, dass Kit schwul ist, will ihn aber trotzdem in die Ehe drängen. Als Kit Lucy über seine Homosexualität informiert, teilt Lucy ihrer Familie mit, dass sie Kit nicht heiraten werde.
Bei der im ZDF laufenden Dallas-Konkurrenz Der Denver-Clan wurde bei der Erstausstrahlung in einer Episode eine Szene stark gekürzt, die den schwulen Sohn Steven beim Abschied von seinem sterbenden Freund Luke zeigt. Diese Szene wurde bei Wiederholungen im Privatfernsehen Ende der 1990er Jahre dann gesendet.
Im Schweizer Fernsehen wurde 1984 mit der Fernsehserie Motel eine für Schweizer Verhältnis sehr erfolgreiche Eigenproduktion ausgestrahlt, in der eine der Hauptrollen homosexuell ist.

## 1990er Jahre
Der zweite Kuss zwischen Männern im deutschen Fernsehen in der Lindenstraße 1990 zwischen Carsten Flöter und Robert Engel (Martin Armknecht) sorgte in der Boulevard-Presse und vor allem in Bayern für große Empörung. Uecker und Armknecht erhielten wüste Beschimpfungen und Morddrohungen, gegen die Produktionsfirma gab es Bombendrohungen. Eine Zeitlang beschäftigte sich das Team mit den Anfeindungen, Uecker lebte währenddessen versteckt und bekam Personenschutz. Seltener waren Komplimente sowie Liebesbriefe von Männern und Frauen. Das Bayerische Fernsehen strahlte die Wiederholung der Folge nicht aus. Daraufhin schickten die Drehbuchautoren die Figur Carsten für mehrere Jahre nach Australien in die Zwangspause, während die Figur Robert plötzlich heterosexuell wurde. Ab 1995 kehrte Carsten Flöter dann in die Serie zurück und hatte fortan in der Serie mehrere Partner, so Theo Klages (David Wilms), mit dem er die erste symbolische Homo-Ehe vollzog, lange bevor diese legalisiert wurde. Das erste Lesbenpaar der Serie waren Tanja Schildknecht (Sybille Waury) und ihre Geliebte Sonia Besirski (Nika von Altenstadt), die im Januar 1998 an einer Überdosis Morphium starb. Zu jener Zeit gab es politische Stellungnahmen: Als CSU-Politiker Peter Gauweiler die Ghettoisierung homosexueller AIDS-Kranker verlangt, wird er in der Lindenstraße von der sich solidarisierenden Chris Barnsteg als Faschist bezeichnet. Gauweiler verlor den Prozess seiner Verleumdungsklage.
Anfang der 1990er erfand Rosa von Praunheim das erste queere TV-Format in Deutschland. Das Magazin mit dem Namen Schrill, schräg und schwul wurde vom Sender FAB ausgestrahlt und später unter dem Namen Andersrum fortgesetzt.
Während Anfang bis Mitte der 90er in den meisten Serienproduktionen nur wenige Schwule und Lesben auftauchen, produzierte der Filmemacher Andreas Weiß bereits ab 1991 Fernsehserien, in denen das schwule und lesbische Leben in Berlin bewusst in den Mittelpunkt gestellt wird. In Serien wie Montagskinder, Montagsgeschichten und Von Mann zu Mann dreht sich das Geschehen hauptsächlich um einen schwul-lesbischen Freundeskreis, und heterosexuelle Figuren werden zur Minderheit.
Von hoher Bedeutung für die Sichtbarkeit homosexueller Charaktere im Fernsehen war die Einführung des Privatfernsehens.
Lesbische Hauptfigur der RTL-Serie Hinter Gittern ist die inhaftierte Walter (Katy Karrenbauer). Katja Bellinghausen ist die lesbische Coco in der Serie Lukas, in der sie Affären mit diversen Frauen hat, unter anderem Andreja „Fräulein“ Schneider. Nicht ohne Ironie ist dabei, dass Bellinghausen im realen Leben heterosexuell ist, der 2012 verstorbene Hauptdarsteller Dirk Bach, der den heterosexuellen Lukas verkörperte, in Wirklichkeit aber schwul war.
International ist die berühmteste lesbische Fernsehserienheldin Ellen DeGeneres in Ellen, die Ende der 1990er Jahre durch ein paralleles Coming-out der Darstellerin und der Rolle für Aufsehen sorgte. In der Kultserie Sex and the City hat Darstellerin Kim Cattrall als Samantha mehrere heterosexuelle und eine lesbische Beziehung mit Maria, die von Sônia Braga verkörpert wird. Eine der Vorreiterinnen im internationalen Fernsehen ist Sandra Bernhard, die in der Serie Roseanne deren Freundin Nancy Bartlett verkörpert. Im weiteren Verlauf der Serie wird auch Roseannes Mutter Beverly Harris (Estelle Parsons) als lesbisch gezeigt, zudem der langjährige Chef und Geschäftspartner Roseannes, Leon Carp (Martin Mull).

## 2000er Jahre
Ab den 2000er Jahren wurden homosexuelle Charaktere im Fernsehen Mittel- und Westeuropas sowie Nordamerikas von der Ausnahme zur Regel. Homosexuelle Charaktere kamen nun vermehrt in diversen Fernsehserien vor, wobei die Darstellungsform von sehr klischeehaft bis völlig normal reichte. Auch wurden Serien, in denen die Homosexualität der Charaktere im Zentrum stand, immer häufiger.
Die Fernsehserie Lindenstraße präsentierte neben zahlreichen heterosexuellen Rollen nun auch drei schwule Figuren: Georg Uecker als Carsten Flöter, Claus Vinçon als Carstens Ehemann Georg „Käthe“ Eschweiler und Gunnar Solka als Peter Lotti Lottmann. Vertreterinnen lesbischer Liebe in der Serie waren neben Tanja Schildknecht auch Susanne Evers als Tanjas Lebensgefährtin Suzanne Richter und Ines Lutz als Tanjas Ex-Freundin Franziska Brenner.
Schwule waren ab Anfang 2000 vor allem in den US-amerikanischen Serien Queer as Folk und Six Feet Under – Gestorben wird immer vertreten, in der Michael C. Hall den homosexuellen Bestattungsunternehmer David Fisher spielte. Auch in der Sitcom Will & Grace wurde Homosexualität thematisiert. 2000 erfolgte das Coming-out der fiktiven Figur Bianca Montgomery (gespielt von der Schauspielerin Eden Riegel) in der Seifenoper All My Children.
In der Serie Berlin Bohème stellten seit 2000 Tima die Göttliche, Rainer Hillebrecht und Volker Waldschmidt die drei schwulen Hauptcharaktere dar. Daneben gab es lesbische Hauptfiguren, die von Yvonne Haß (Staffel 1) und Hannah Rubinroth (Staffel 2–4) gespielt wurden.
In der Serie Bewegte Männer waren Oliver Muth (als Norbert), Victor Schefé (als Waltraut), sowie Ingo Naujoks als Frank seit 2004 auf deutschen Bildschirmen präsent.
Auch in täglichen Seifenopern wie Verbotene Liebe und Gute Zeiten, schlechte Zeiten wird Homosexualität immer wieder thematisiert. In Marienhof gab es viele lesbische Beziehungen. In der Serie Hand aufs Herz gab es eine Liebesbeziehung zwischen zwei Schülerinnen und in Verbotene Liebe das Paar Christian Mann (Thore Schölermann) und Oliver Sabel (Jo Weil).
Von Januar 2006 bis März 2008 lief auf ProSieben die deutsche Ausgabe der amerikanischen Serie Queer as Folk. Von 2004 bis 2009 lief auf ProSieben die deutsche Ausgabe der amerikanischen Serie The L Word – Wenn Frauen Frauen lieben.
2009 gab es in der 12. Staffel bei der für den KiKA produzierten Internatsserie Schloss Einstein erstmals ein gleichgeschlechtliches Paar, auch wenn sich später herausstellte, dass die Figur Karla Bussmann die Liebe zu ihrer besten Freundin Marie Louise Krüger mit Freundschaft verwechselte und nicht homosexuell ist. Erst elf Jahre später gab es erneut ein lesbisches Pärchen bei Schloss Einstein. In der 23. Staffel kam die Figur Cäcilia Amelie von Toll mit ihrer Mitbewohnerin Leni Freytag zusammen.
Fördern gerade Serien die Akzeptanz homosexueller Menschen in der Gesellschaft, so wurde ihnen in Fernsehsendungen, wie der mittlerweile eingestellten Talkshow Arabella, eine eher diskriminierende Wirkung zugeschrieben.
Neben Georg Uecker zählen Thomas Hermanns, Dirk Bach, Hella von Sinnen, Jürgen Domian, Thomas Hackenberg, Hape Kerkeling, Maren Kroymann und Anne Will zu den prominentesten Vertretern der Thematisierung von Homosexualität im deutschen Fernsehen.

## 2010er Jahre
Bis in die 2010er Jahre wurde Homosexualität in Jugendserien, aber kaum in Kinderserien thematisiert. Erste Pläne für ein Coming-out einer Hauptfigur in einer Kinderserie hatte Russell T Davies für The Sarah Jane Adventures auf dem britischen Kindersender CBBC. Er plante, dass die Hauptfigur Luke Smith in der Serie sein Coming Out haben sollte. Jedoch wurde die Serie im Jahr 2011 nach dem Tod der Hauptdarstellerin Elisabeth Sladen frühzeitig beendet. In der Nachfolgeserie Wizards vs Aliens hingegen outete sich die Hauptfigur Benny Sherwood als schwul.
Die Dramedy Shameless (2011–2021) thematisierte die Homosexualität des dritten Kindes, Ian Gallagher häufig, wobei zum einen die Normalität von Homosexualität deutlich wurde, aber auch gezeigt wurde, mit welchen Problemen und Ressentiments Homosexuelle in den USA noch zu kämpfen haben. Auch die jüngste Tochter Debbie Gallagher entwickelt sich im Verlauf der Serie von einem heterosexuellen Teenager zu einer zumindest bisexuellen Frau. In How I Met Your Mother stellte sich der Adoptivbruder James (Wayne Brady) der Hauptfigur Barney Stinson (Neil Patrick Harris) statt wie gedacht als Womanizer als homosexueller Mann mit Familie heraus. Auch diese Serie spielt mit dem Umstand, dass der James-Darsteller im realen Leben heterosexuell, Neil Patrick Harris indes offen homosexuell war.
2017 outete sich in der zweiten Staffel der amerikanischen Serie Story of Andi einer der Hauptfiguren Cyrus Goodman als schwul, was das erste Outing eines Hauptcharakters in einer Disney-Serie war. Danach kam er in der dritten Staffel mit dem Nebencharakter TJ Kippen zusammen.
In der Zeichentrickserie Willkommen im Haus der Eulen entstand eine lesbische Bezeichnung zwischen Luz und Amity.
2020 wurde die erste Jugend-Dramaserie Love, Victor, die die Identitätsfindung seines Hauptcharakters behandelt, ausgestrahlt. Am Ende der 1. Staffel outet Victor sich als schwul, nachdem er den Hauptcharakter des Vorgängers, des erfolgreichen Jugendfilms Love, Simon aus dem Jahre 2018, traf und ihn und seine Freunde in New York besuchte. In der seit 2021 ausgestrahlten Trickfilmserie The Great North ist einer der Teenager-Söhne der handelnden Familie, Ham Tobin, ebenfalls homosexuell, was in der Serie auf eine sehr undramatische Weise thematisiert wird. In Sex Education (seit 2019) ist Homosexualität neben anderen Formen wie Pansexualität oder Nichtbinäre Geschlechtsidentität ständig in der Serie präsent. So hat der beste Freund des Protagonisten, Eric Effiong (Ncuti Gatwa) nur dann Probleme mit seiner Homosexualität, wenn er sie bei einem Verwandtenbesuch in Nigeria verschweigen und unterdrücken muss. Sein von seinem Vater unterdrückter Love Interest Adam Groff (Connor Swindells) kann mit seiner Bisexualität indes nur schwer umgehen.
Mittlerweile thematisieren Sendungen zunehmend nicht nur die Beziehungen homosexueller Paare, sondern erweitern das Spektrum marginalisierter Gruppen. So zeigen sie mittlerweile auch das Leben von Regenbogenfamilien, wie beispielsweise die US-amerikanische Sendung Modern Family oder das Leben behinderter Protagonisten, wie in der Sitcom Speechless (2016–2019).

## 2020 bis heute
2021 wurden alle Rollen in Maren Kroymanns Satireshow Kroymann (außer Annette Frier) mit LGBT-Schauspielern besetzt. Diese agierten jedoch alle in heterosexuellen Rollen. Damit, sowie mit dem Lied „Ich bin kurzsichtig und das ist auch gut so“ kritisierte sie einen Missstand, dass Schauspieler und Schauspielerinnen, die sich als queer geoutet haben, oft keine heterosexuellen Rollenangebote bekommen. Des Weiteren möchte sie damit queeren Leuten, die in der Film- und Fernsehbranche arbeiten, Mut machen, sich zu outen.
Am 7. Mai 2021 erschien in der ARD-Mediathek die 5-teilige queere Dramedy-Serie All You Need über vier schwule Männer in Berlin. Die erste deutsche Serie mit hauptsächlich lesbischen Charakteren, Loving Her, in der es um die vergangenen Beziehungen der lesbischen Hauptrolle Hanna geht, erschien am 1. Juli 2021 in der ZDF-Mediathek.

## LGBT-Fernsehsender
Mittlerweile gibt es international einige Fernsehsender, die queere Personen als Zielgruppe haben.
- Pink TV – Vollprogramm mit Diskussionsrunden, Spielfilmen, Serien und Pornos (Cadinot u. ä.), Französisch, aber auch Englisch und gelegentlich Deutsch mit Untertiteln
- OUTtv – Kanadisches TV-Programm (Früher: PrideVision TV 2001–2004 und HARD on PrideVision 2004–2005)
- Gay.TV – Italienisches Programm, Musik, Shows, Spielfilme in italienischer, englischer, deutscher, japanischer und französischer Sprache (mit italienischen Untertiteln)
- LOGO – Amerikanischer Sender für LGBT-Publikum
- Here! – Amerikanischer Sender für LGBT-Publikum
- TIMM – Deutscher Sender für LGBT-Publikum (mittlerweile eingestellt)
- MundoPink – Spanischer Sender für LGBT-Publikum

Am 1. März 2005 ging der schwule Sender 4Gay.TV auf Sendung. Im April 2005 wurde er eingestellt. Dieser Sender war per Satelliten-TV, über Astra Digital 12460 MHz Transponder 103 zu empfangen. Das Programm bestand aus Schrifttafeln mit Informationen für Homosexuelle.
Für das Jahr 2006 plante G-TV, ein weiterer schwul-lesbischer Fernsehsender Deutschlands, die Verbreitung seines Programmes über DVB-T, DVB-S sowie DVB-C und das analoge Fernsehkabelnetz, diese Planungen wurden allerdings bisher nicht realisiert (Stand: April 2007).

## LGBT-Fernsehmagazine
Auch im Infotainment-Bereich hat die Darstellung von LGBT in der deutschen Fernsehlandschaft Einzug gehalten. Das u. a. von den Lindenstraßen-Darstellern David Wilms und Georg Uecker entwickelte Magazin Anders Trend, das von 1999 bis 2007 im RTL-Fernsehen lief, beschäftigte sich hauptsächlich mit Homosexualität und informierte über Neuigkeiten aus der Szene. Vorläufer für Anders Trend waren diverse schwule Magazin-Sendungen, die es seit den 1990er Jahren gibt bzw. gab.
Beispiele sind:
- die monatliche Sendung Queerblick (seit 3. August 2009) im TV-Lernsender.NRW im Netz von Unitymedia ist die erste LGBT-Jugendsendung. Sie wurde vom gleichnamigen Verein ins Leben gerufen, in welchem sich junge schwul-lesbische Journalisten aus Nordrhein-Westfalen zusammengeschlossen haben.[9]
- das in Berlin im Programm FAB schwule Magazin Schrill, schräg, schwul, welches von Rosa von Praunheim ins Leben gerufen, später in Andersrum umbenannt und u. a. von David Wilms und Laurent Daniels moderiert wurde (monatliche Ausstrahlung von ca. 1991 bis 1993), war das erste schwule Magazin im deutschen TV.
- das im Berliner OKB gesendete Magazin DAVID von Andreas Weiß, das es 1996 auf sechs Folgen à 30 min brachte
- die Magazin-Sendungen Homo-viel und [Schwul]-das Magazin, die mehrere Jahre im Offenen Kanal Hamburg gesendet wurden. Homo-viel wurde von Mai 1994 bis zur Abwicklung des Offenen Kanals Hamburg im März 2003 gesendet. [Schwul] – das Magazin lief weiterhin (bis Ende 2007) auf TIDE TV, dem Nachfolgesender des OK und wurde von Januar bis Dezember 2007 auch im Berliner Offenen Kanal mit einer Berliner Regionalausgabe ausgestrahlt
- die Sendung Regenbogen-TV, die von 1997 bis 2005 im Offenen Kanal Münster gesendet wurde.
- die Sendung Queerfunk im Offenen Kanal Kiel (Februar 1994 bis Februar 2004, mit weit über 100 Sendungen)
- die Sendung T3 – Typen-Themen-Toleranz war ein schwules Magazin mit Nachrichten, Reportagen und Interviews im Offenen Kanal Flensburg.
- die Sendung „AndersumTV“, die seit 2009 im Hamburger Sender Tide ausgestrahlt wird

In Berlin und Hamburg gab es zudem lesbische Fernsehmagazine:
- Läsbisch-TV (11. April 1991 – 15. Mai 1993) im Fernsehen aus Berlin, angeregt durch Rosa von Praunheim, war das erste lesbische Fernsehmagazin weltweit[10]
- Lesben in Sicht (1994–1998 mit 51 Ausgaben) im Offenen Kanal Hamburg

Im Jahre 2008 gab es zwei Magazinsendungen für Schwule in Wien auf Okto:
- das LesBiSchwul Transgender TV Magazin[11]
- das Magazin Queer Lounge[12]

Der britische Fernsehsender Channel 4 zeigte 1989 mit Out on Tuesday ein wöchentliches Magazin, das immer dienstags abends ausgestrahlt wurde und sich mit LGBT-Themen beschäftigte.

## Deutschsprachige Serien

### Deutschsprachige Serien mit überwiegend LGBT-Themen
In der Reihenfolge der Entstehung:
- Licht und Schatten (Schwule Soap von 1991 bis 1993)
- Traumtänzer – Das Kulturbüro (1994)
- Montagskinder (1995)
- Montagsgeschichten (30-teilige schwule Seifenoper von Andreas Weiß, 1997)
- Von Mann zu Mann (1. schwule Erotik-Serie im deutschen Fernsehen, 1998)
- Berlin Bohème (1999–2006)
- Trautes Heim – Mein Vater, sein Freund, sein(e) Ex und ich (2002–2004)
- Bewegte Männer (2003–2006)
- SonntagsMänner (Schwule Erotik-Soap von Andreas Weiß, 2008)
- All You Need (Dramedy-Serie über vier schwule Männer in Berlin, 2021)
- Loving Her (Fernsehserie über die lesbische Hanna, 2021)
- Hotel Mondial (Fernsehserie über eine lesbische Liebe 40+)

### Deutschsprachige Serien, die LGBT oft thematisieren
| Jahr      | Serie                                    | Programm             | Charakter | Schauspieler*in | Notizen |
| --------- | ---------------------------------------- | -------------------- | --- | --- | --- |
| 2008–2012 | Anna und die Liebe                       | Sat.1                | Lily Rüssman Jasmin Al Sharif | Jil Funke Lilli Hollunder | Lily ist ___. Jasmin ist ___. |
| 2006 —    | Alles was zählt                          | RTL                  | Roman Wild Deniz Öztürk Joscha Degen Dr. Kai Seeberg Ina Ziegler Chiara Nadolny Ava Grohte | Dennis Grabosch Igor Dolgatschew Carlo Degen Alexander Gier Franziska van der Heide Alexandra Fonsatti Laura Egger | Roman ist schwul. Deniz ist bisexuell. Joscha ist schwul. Kai ist schwul. Ina ist lesbisch. Chiara ist bisexuell. Ava ist lesbisch |
| 1996–2005 | Alphateam – Die Lebensretter im OP       | Sat.1                | Dr. Eberhard Scheu Dr. Erich Buresch | Hermann Toelcke Beat Marti | Eberhard ist schwul. Erich ist schwul und Eberhards Ex-Lebensgefährte. Die beiden haben einen Pflegesohn. |
| 2002–2005 | Berlin, Berlin                           | Das Erste            | Rosalie Butzke | Sandra Borgmann | Rosalie ist lesbisch. |
| 2015      | Block B – Unter Arrest                   | RTL                  | Christine Wuttke | Claudia Gaebel | Christine ist lesbisch. |
| 2017–2021 | Charité                                  | Das Erste            | Schwester Therese Otto Marquardt Martin Schelling | Klara Deutschmann Jannik Schümann Jacob Matschenz | Schwester Therese ist lesbisch. Otto ist schwul. Martin ist schwul und führt eine Beziehung mit Otto. |
| 2007 —    | Dahoam is Dahoam                         | BR                   | Sarah Brandl Jenny Falke Leopold „Poldi“ Vogl | Sophie Reiml Laura Tashina Maximilian Laprell | Sarah ist bisexuell. Jenny ist lesbisch. Poldi ist schwul und lebt mit seinem Mann Uli in Berlin, besucht aber manchmal seine Mutter in Lansing. |
| 2017–2020 | Dark                                     | Netflix              | Peter Doppler Bernadette Wöller Agnes Nielsen Doris Tiedemann | Stephan Kampwirth Anton Rubtsov Antje Traue Luise Heyer | Peter ist schwul. Bernadette ist eine trans*-Sexarbeiterin. Agnes ist bisexuell. Doris ist bisexuell. Agnes und Doris beginnen 1953 eine Affäre. |
| 2018 —    | Das Boot                                 | ZDF                  | Carla Monroe Simone Strasser | Lizzy Caplan Vicky Krieps | Carla ist lesbisch. Simone is bisexuell. |
| 2019      | Dead End                                 | ZDF                  | Betti Steiner Emma Kugel | Victoria Schulz Antje Traue | Betti ist lesbisch. Emma ist bisexuell. |
| 2015–2020 | Deutschland                              | RTL                  | Lenora Rauch Rose Seithati Alexander Edel Tobias Tischbier | Maria Schrader Florence Kasumba Ludwig Trepte Alexander Beyer | Lenora ist bisexuell. Rose ist lesbisch. Alexander ist schwul. Tobias ist schwul. |
| 2014–2019 | Dr. Klein                                | ZDF                  | Patrick Keller Prof. Dr. Magnus Eisner | Leander Lichti Miroslav Nemec | Patrick ist schwul. Magnus war schwul und Patricks Lebenspartner. |
| 2020      | Drinnen – Im Internet sind alle gleich   | ZDF                  | Markus | Barnaby Metschurat | Markus ist bisexuell. |
| 2018 —    | Druck                                    | Funk (Medienangebot) | Fatou Jallow David Schreibner Kieu My Vu Mia Amalie Winter Victoria Matteo Florenzi Hans Brecht Isi Inci Sascha Zimmermann | Sira-Anna Faal Lukas von Horbatschewsky Nhung Hong Milena Tscharntke Tijan Marei Michelangelo Fortuzzi Florian Appelius Eren M. Güvercin Paul Ahrens | Fatou ist lesbisch und in ihre Mitschülerin Kieu My verliebt. David ist ein pansexueller Transgender-Mann. Kieu My ist bisexuell. Mia ist bisexuell. Victoria ist lesbisch. Matteo ist schwul. Hans ist schwul. Isi ist nonbinary. Sascha ist bisexuell. |
| 2004–2020 | Familie Dr. Kleist                       | Das Erste            | Clara Kleist Piwi Kleist | Lisa-Marie Koroll Meo Wulf | Clara ist bisexuell und mit Yannik zusammen, fühlt sich zeitweise aber auch zu Sabrina hingezogen. Piwi ist schwul und Urs' Lebenspartner. |
| 2019 —    | Frau Jordan stellt gleich                | Joyn                 | Yvonne Papadakis | Natalia Belitski | Yvonne ist lesbisch. Homosexualität ist im Gleichstellungsbüro auch darüber hinaus immer wieder Thema. |
| 1992 —    | Gute Zeiten, schlechte Zeiten            | RTL                  | Paula Rapf Carsten Reimann Leonard „Lenny“ Cöster Jasmin Flemming Katrin Flemming Franziska „Franzi“ Reuter Anni Breme Rosa Lehmann | Josephine Schmidt Felix Isenbügel Alexander Becht Janina Uhse Ulrike Frank Jasmin Tawil Linda Marlen Runge Joana Schümer | Paula ist lesbisch und Polizistin. Carsten ist schwul. Lenny ist schwul. Jasmin ist bisexuell. Katrin ist bisexuell. Franzi ist bisexuell. Anni ist lesbisch. Rosa ist lesbisch. |
| 2010–2011 | Hand aufs Herz                           | Sat.1                | Jenny Hartmann Emma Müller | Lucy Scherer Kasia Borek | Jenny ist lesbisch. Emma ist lesbisch. |
| 2017–2019 | Hindafing                                | BR                   | Pfarrer Krauss | Michael Kranz | Pfarrer Krauss ist schwul. |
| 1997–2007 | Hinter Gittern – Der Frauenknast         | RTL                  | ? | ? | |
| 2019 —    | How to Sell Drugs Online (Fast)          | Netflix              | Gerda Schwerdfeger Fritzi | Luna Schaller Leonie Wesselow | Gerda ist bisexuell. Fritzi ist bisexuell. |
| 1998 —    | In aller Freundschaft                    | Das Erste            | Miriam Schneider Rieke Machold Antonia Bach | Christina Petersen Liza Tzschirner Claudia Mehnert | Miriam ist lesbisch. Rieke ist lesbisch. Miriam und Rieke sind ein Paar. Antonia ist bisexuell und die Exfreundin von Dr. Stein. |
| 2015 —    | In aller Freundschaft – Die jungen Ärzte | Das Erste            | Dr. Franziska Ruhland Tamar Hummel | Gunda Ebert Linda Kummer | Dr. Ruhland ist lesbisch. Tamar ist bisexuell. |
| 2021 —    | Kanzlei Berger                           | ZDF                  | Niki Berger Isabell Loibl | Nele Kiper Annika Ernst | Niki ist bisexuell. Isabell ist bisexuell. Nachdem Niki eine Affäre mit Isabells Mann Martin hat, entwickelt sich auf deren Vorschlag hin eine Dreierbeziehung und Isabell verliebt sich in Niki. |
| 2013 —    | Köln 50667                               | RTL II               | Guido Dennis | David Dos Santos Holger Böttcher | Guido ist schwul. Dennis ist ___. |
| 1985–2020 | Lindenstraße                             | Das Erste            | Carsten Flöter Georg „Käthe“ Eschweiler Theo Klages Tanja Schildknecht Suzanne Richter Sunny Zöllig Sonia Besirsky Franzi Brenner | Georg Uecker Claus Vinçon David Wilms Sybille Waury Susanne Evers Martin Walde Nika von Altenstadt Ines Lutz | Carsten ist schwul. Georg ist schwul. Theo ist schwul. Tanja ist lesbisch. Suzanne ist bisexuell. Sunny ist eine lesbische Trans-Frau. Sonia ist lesbisch. Franzi ist lesbisch. |
| 1996–2001 | Lukas                                    | ZDF                  | Coco Weber | Katja Bellinghausen | Coco ist lesbisch und Lukas‘ beste Freundin. |
| 1999–2007 | Lüthi und Blanc                          | SRF                  | ? | ? | |
| 1993–1994 | Macht der Leidenschaft                   | ZDF                  | ? | ? | [ 29 ] |
| 2021      | MaPa                                     | ZDF                  | Emma Fux Matha Rahemi | Lia von Blarer Maryam Zaree | Emma ist bisexuell. Matha ist lesbisch. |
| 1992–2011 | Marienhof                                | Das Erste            | Andrea Süsskind Annalena Bergmann Billi Vogt Kerstin Töppers Babette von Dornhausen Juliette Gagnon Laura Berger Lilith „Lilli“ Karuba Katharina „Kati“ Fuchs | Leonore Capell Berrit Arnold Katja Keller Maike Billitis Sybille Heyen Maike von Bremen Inka Calvi Mary Muhsal Rebecca Goldblat | Andrea ist bisexuell. Annalena ist bisexuell. Billi ist lesbisch. Kerstin ist bisexuell. Babette ist bisexuell. Juliette ist lesbisch. Laura ist lesbisch. Lili ist ___. Kati ist ___. |
| 2002–2006 | Mit Herz und Handschellen                | Sat.1                | Leo Kraft | Henning Baum | Leo ist schwul. |
| 2008 —    | Mord mit Aussicht                        | Das Erste            | Bärbel Schmied | Meike Droste | Bärbel ist bisexuell und Polizistin. Als sie sich in die bisexuelle Mathilde (Alwara Höfels) verliebt, ist sie zunächst verwirrt, da sie eigentlich nicht lesbisch ist. In der Folge „Walzing Mathilde“ haben die beiden eine kurze Affäre. Danach hat Bärbel Beziehungen zu Michi und Timo. |
| 2007 —    | Notruf Hafenkante                        | ZDF                  | Melanie Hansen Helen Anneza | Sanna Englund Dennenesch Zoudé | Melanie ist ggf. bisexuell. Sie hatte sich in die lesbische Helen verliebt, konnte sich aber letztlich nicht auf die Beziehung einlassen. |
| 2020      | Oktoberfest 1900                         | Das Erste            | Ludwig Hoflinger Gustav Fierment | Markus Krojer Vladimir Burlakov | Ludwig ist schwul. Gustav ist schwul. Die beiden verlieben sich ineinander und beginnen eine heimliche Beziehung. |
| 2021      | Para — Wir sind King                     | TNT Comedy           | Fanta | Jobel Mokonzi | Fanta ist lesbisch. |
| 2015 —    | Rentnercops                              | Das Erste            | Victoria „Vicky“ Adam Greta Adam | Katja Danowski Jutta Dolle | Vicky ist eine lesbische Kriminalhauptkommissarin und Dezernatsleiterin des 12. Dezernats in Köln-Mülheim. Greta ist lesbisch und Vickys Frau. Die beiden haben einen Sohn. |
| 2006 —    | Rote Rosen                               | Das Erste            | Margret Merz Agnes Fuchs | Solveig August Katja Preuß | Margret ist bisexuell. Agnes ist lesbisch. |
| 1998 —    | Schloss Einstein                         | KiKA                 | Marie Luise Krüger Karla Bussmann Cäcilia Amelie von Toll Leni Freytag Jong Hi Chung Noah Temel Colin Thewes Ava Eilers Elly Hockenbrink \|\| Esther Kraft Ronja Peters Carlotta Weide Linda Schablowski Ill-Young Kim Philip Rüger Johannes Degen Mia Stieber Nelly Borodina \|\| Marie Luise ist bisexuell. Nach ihrer Schwärmerei für Ole verliebt sie sich in ihre beste Freundin Karla und führt eine Beziehung mit ihr. Diese endet, weil Karla sich in Freddy verliebt. Cäcilia ist lesbisch, frühere Beziehungen mit Jungen erweisen sich als Irrtum. Leni ist lesbisch und Cäcilias Freundin. Jong-Hi ist schwul. Der Schulleiter ist mit einem Mann verheiratet.Noah ist schwul und der Freund von Colin. Colin ist schwul oder bisexuell und war zuvor in einer Beziehung mit Julia. Ava ist lesbisch und die Freundin von Elly. Elly ist lesbisch und die Freundin von Ava. | | |
| 1999–2006 | SK Kölsch                                | Sat.1                | ? | ? | heterosexueller „Macho-Kommissar“ kommt mit schwulem Berufspartner aus |
| 1978 —    | SOKO                                     | ZDF                  | Luna Kunath Lydia Lersch Helena Jung | Caroline Erikson Kristin Suckow Sonja Baum | Luna ist bisexuell. Lydia ist lesbisch. Helena ist bisexuell (?) und Leiterin der SOKO Köln. |
| 2005 —    | Sturm der Liebe                          | Das Erste            | Daniel Brückner Boris Saalfeld Tobias Saalfeld Vanessa Sonnbichler Carolin Lamprecht | Daniel Buder Florian Frowein Max Beier Jeannine Gaspár Katrin Anne Heß | Daniel ist bisexuell und der Ex-Freund des schwulen Schlagersängers Chris Brenner. Boris ist schwul. Tobias ist schwul und der Ehemann von Boris. Vanessa ist bisexuell. Carolin ist bisexuell und die symbolische Ehefrau von Vanessa. |
| 1971 —    | Tatort                                   | ARD                  | Robert Karow Liz Ritschard Julia Grosz Linda Selb | Mark Waschke Delia Mayer Franziska Weisz Luise Wolfram | Karow ist der erste von den Machern als offen bisexuell angelegte Kommissar. Liz Ritschard ist lesbisch. Julia Grosz hat ihre Sexualität bisher nicht klar definiert. Sie war in eine Frau verliebt, konnte zu dieser Beziehung jedoch nicht offen stehen. Linda Selb ist bisexuell. |
| 2021      | The Mopes                                | TNT Comedy           | Pippa Astrid | Gina Henkel Paula Kalenberg | Pippa ist lesbisch. Astrid ist lesbisch. Die beiden sind verheiratet. |
| 2006–     | Tierärztin Dr. Mertens                   | Das Erste            | Luisa Mertens Isabel Bickel | Lilly Wiedemann Deborah Schneidermann Muriel Bielenberg | Luisa ist bisexuell. Isabel ist ___. Isabel ist Luisas Exfreundin, Tobias Luisas Exfreund. |
| 1994 —    | Unter uns                                | RTL                  | Richard „Ringo“ Beckmann Yannick Benhöfer Ingo „Easy“ Winter Rebecca Mattern Bine Kern | Timothy Boldt Eric Stehfest Lars Steinhöfel Imke Brügger Ela Paul | Ringo ist bisexuell. Yannick ist schwul. Easy ist schwul und Ringos Ehemann. Rebecca ist bisexuell. Bine ist bisexuell. |
| 1995–2015 | Verbotene Liebe                          | Das Erste            | Nina Ryan Ines Berger Erika Sander Jule Roth Tom Seifert Ulli Prozeski Oliver Sabel Timo Sattler Carla von Lahnstein Anke Hoffmann Evelyn Thoma Frederike von Traunitz Marina Felix Hanna Novak Stella Mann Charlie Schneider Susanne Brandner Christian Mann Rafael Velasquez Rebecca von Lahnstein Miriam Pesch Bianca Vogel Juliette Moser Marlene Wolf Paul Verhoeven Bobbi Atakan | Freya Trampert Arzu Ermen Raphaela Dell Tanja Lanäus Kay Böger Andreas Stenschke Jo Weil Martin Scholz (Moderator) Claudia Hiersche Annika Peimann Sarah Maria Besgen Alexandra Reimer Nicole Allmann Katharina Dalichau Anne Wis Gabriele Metzger Claudia Scarpatetti Thore Schölermann Marc Philipp Jasmin Lord, Tatjana Kästel Romina Becks Sunny Bansemer Siri Nase Melanie Kogler Lennart Betzgen Aslı Melisa Uzun | Nina ist der erste lesbische Seriencharakter und führt etliche Beziehungen im Laufe der Serie. Ines ist eine alte Freundin von Nina, sie ist lesbisch. Erika verliebt sich während einer langen Beziehung mit Arno in Nina und erkennt das sie bisexuell ist. Jule Roth ist die Freundin von Nina, sie ist bisexuell. Tom ist schwul und führt Beziehungen mit Ulli als auch mit Oli. Ulli verliebt sich in Tom und findet heraus, dass er bisexuell ist. Der bisexuelle Oli führt verschiedene Beziehungen im Laufe der Serie und ist Teil der ersten homosexuellen Ehe, mit seinem Mann Christian. Timo ist schwul. Die Gräfin ist lesbisch jedoch ungeoutet und führt verschiedene Beziehungen mit Frauen, geht eine Scheinehe ein und wird schließlich vor ihrem Vater geoutet. Anke ist lesbisch. Sie führt eine Beziehung mit Carla, beginnt jedoch eine Affäre mit deren Stieftochter aus der Scheinehe. Evelyn ist lesbisch und outet ihre Beziehung zu Carla vor deren Vater. Frederike ist lesbisch. Carla betrügt Susanne mit ihr. Marina ist lesbisch. Hanna verliebt sich in Carla und findet nach einer langen Beziehung zu Lars heraus, dass sie bisexuell ist. Stella ist lesbisch und führt eine kurze Zeit eine Beziehung mit Charlie. Später verliebt sie sich während ihrer Arbeit bei den von Lahnsteins in ihre Chefin Carla. Charlie erkennt ihre bisexuellen Neigungen, als sie sich Stella hingibt. Susanne erkennt nach dem sie sich in Carla verliebt, dass sie bisexuell ist und führt eine lange Beziehung mit ihr. Nach etlichen Beziehungen zu Frauen entdeckt Christian seine Bisexualität, als er sich in Oli verliebt. Sie heiraten später. Rafael ist eine Zeit lang mit Oli zusammen, er ist schwul. Rebecca findet gemeinsam mit Miriam heraus das sie bisexuell ist und verliebt sich später in Marlene. Miriam ist bisexuell und eine Zeit lang mit Rebecca zusammen. Bianca ist eine lesbische Polizistin. Juliette ist eine alte Freundin von Rebecca zu der sie, eine Zeit lang, eine Beziehung führt. Sie ist ein lesbisches Model. Juliette outet die, bis dahin geheimen, Gefühle, die Marlene und Rebecca für einander haben. Marlene lässt Tristan vor dem Altar stehen, weil sie sich nach langer Zeit ihre Liebe zu seiner Schwester Rebecca eingesteht. Sie ist bisexuell. Paul ist schwul und führt eine Beziehung mit Oli. Bobbi ist zunächst mit Alexander Verhoeven liiert, als dieser sie sitzen lässt, macht sie Carla eindeutige Avancen. |
| 2005–2007 | Verliebt in Berlin                       | Sat.1                | Hugo Haas | Hubertus Regout | Während Hugo sich zunächst als schwul identifiziert, merkt er, nachdem er Britta kennenlernt, dass er eigentlich bisexuell ist. |
| 2015 —    | Vorstadtweiber                           | ORF 1                | Georg „Schorsch“ Schneider František „Francesco“ Kovacs Sabine Herold Helga Pariasek Dr. Joachim Schnitzler | Juergen Maurer Xaver Hutter Adina Vetter Sandra Cervik Philipp Hochmair | Georg ist bisexuell. Francesco ist schwul und Friseur. Sabine ist bisexuell. Helga ist bisexuell. Joachim ist schwul. |
| 2017      | Zarah — Wilde Jahre                      | ZDF                  | Zarah Wolf Jenny Olsen | Claudia Eisinger Svenja Jung | Zarah ist lesbisch. Jenny ist bisexuell. Jenny und Zarah verlieben sich ineinander und beginnen eine Affäre. |

## Anderssprachige Serien

### Englischsprachige Serien mit überwiegend LGBT-Themen
- Stadtgeschichten (Tales of the City) (USA 1993, 6 Episoden in 1 Staffel)
- Ellen (USA 1994–1998, 109 Episoden in 5 Staffeln)
- Mehr Stadtgeschichten (More Tales of the City) (USA/Kanada 1998, 6 Episoden in 1 Staffel)
- Will & Grace (USA 1998–2006, 194 Episoden in 8 Staffeln; Wiederaufnahme: USA 2017–2020, 52 Episoden in 3 Staffeln)
- Queer as Folk (GB 1999–2000, 10 Episoden in 2 Staffeln)
- Queer as Folk (USA/Kanada 2000–2005, 83 Episoden in 5 Staffeln, Remake des britischen „Queer as Folk“, deutsche Erstausstrahlung 9. Januar 2006, beinhaltet Themen wie Coming Out, Diskriminierung und Aids)
- Noch mehr Stadtgeschichten (Further Tales of the City) (USA/Kanada 2001, 3 Episoden in 1 Staffel)
- The L Word – Wenn Frauen Frauen lieben (USA 2004–2009, 70 Episoden in 6 Staffeln, Gruppe von Lesben in Los Angeles)
- Noah’s Arc (USA 2005–2006, 17 Episoden in 2 Staffeln, deutsche Erstausstrahlung seit 2008 auf TIMM)
- Sugar Rush (GB 2005–2006, 20 Episoden in 2 Staffeln, deutsche Erstausstrahlung 2010, Geschichte aus Sicht von der 15-jährigen Kim, die sich in ihre beste Freundin verliebt)
- Dante’s Cove (USA 2005–2007, 12 Episoden in 3 Staffeln, Horror-Serie)
- The Lair (USA 2007–2009, 28 Episoden in 3 Staffeln, Horror-Serie)
- Skins – Hautnah (GB 2007–2013, 56 Episoden in 7 Staffeln, Jugend-Drama-Serie)
- Rick & Steve: The Happiest Gay Couple in All the World (Kanada/USA 2007–2009, 14 Episoden in 2 Staffeln, im Stop-Motion-Verfahren produzierte Animationsserie)
- Modern Family (USA 2009–2020, 250 Episoden in 11 Staffeln, Regenbogenfamilie Mitchell Pritchett – Cameron Tucker)
- Lip Service (GB 2010–2011, 12 Episoden in 2 Staffeln)
- Threesome (GB 2011–2012, 14 Episoden in 2 Staffeln)
- BoysTown (USA 2012–2016, 18 Episoden in 2 Staffeln)
- Hunting Season (USA 2012–2015, 12 Episoden in 2 Staffeln)
- The New Normal (USA 2012–2013, 22 Episoden in 1 Staffel)
- EastSiders (USA 2012–2019, 27 in 4 Staffeln)
- Please Like Me (Australien, USA 2013–2016, 32 Episoden in 4 Staffel)
- The Fosters (USA 2013–2018, 104 Episoden in 5 Staffeln)
- Vicious (GB 2013–2016, 13 Episoden in 2 Staffeln & ein 45-minütiges Abschieds-Special)
- Looking (USA 2014–2016, 18 Episoden in 2 Staffeln & ein abschließender Spielfilm)
- Faking It (USA 2014–2016, 38 Episoden in 3 Staffeln)
- Transparent (USA 2014–2019, 40 Episoden in 4 Staffeln & ein abschließender Spielfilm)
- Cucumber (GB 2015, 8 Episoden in 1 Staffel)
- Banana (GB 2015, 8 Episoden in 1 Staffel)
- London Spy (GB 2015, 5 Episoden in 1 Staffel)
- Schitt’s Creek (Kanada 2015–2020, 80 Episoden in 6 Staffeln)
- Feral (USA 2016, 8 Episoden in 1 Staffel)
- Gaycation (USA 2016–2017, 10 Episoden in 2 Staffeln)
- When We Rise (USA 2017, 8 Episoden in 1 Staffel)
- A Very English Scandal (GB 2018, 3 Episoden in 1 Staffel)
- Pose (USA 2018–2021, 26 Episoden in 3 Staffeln)
- Years and Years (GB 2019, 6 Episoden in 1 Staffel)
- The L Word: Generation Q (USA 2019–2023, 28 Episoden in 3 Staffeln, Fortsetzung von The L Word)
- Ein besonderes Leben (Special) (USA 2019–2021, 16 Episoden in 2 Staffeln)
- Stadtgeschichten (Tales of the City) (USA 2019, 10 Episoden in 1 Staffel)
- I Am Syd Stone (Kanada 2020, 6 Episoden in 1 Staffel)
- Feel Good (GB 2020–2021, 12 Episoden in 2 Staffeln)
- Everything's Gonna Be Okay (USA 2020–2021, 20 Episoden in 2 Staffeln)
- We Are Who We Are (Italien/USA 2020, 8 Episoden in 1 Staffel)
- Love, Victor (USA 2020–2022, 28 Episoden in 3 Staffeln)
- It’s a Sin (GB 2021, 5 Episoden in 1 Staffel)
- More Than Only (USA 2021–2022, 6 Episoden in 2 Staffeln)
- With Love (USA 2021, 5 Episoden in 1 Staffel)
- Q-Force (USA 2021, 10 Episoden in 1 Staffel)
- Heartstopper (GB seit 2022, bisher 24 Episoden in 3 Staffeln)
- The Lake: Der See (The Lake) (Kanada 2022, bisher 8 Episoden in 1 Staffel)
- Uncoupled (USA 2022, 8 Episoden in 1 Staffel)
- Single, Out (Australien, seit 2022, bisher 13 Episoden in 2 Staffeln)
- Fellow Travelers (USA 2023, 8 Episoden in 1 Staffel)
- Mary & George (GB seit 2024, bisher 7 Episoden in 1 Staffel)
- Lost Boys & Fairies (GB 2024, 3 Episoden in 1 Staffel)
- Mid-Century Modern (USA seit 2025, bisher 10 Episoden in 1 Staffel)

### Englischsprachige Doku-Serien
- An American Family (USA 1973, 12 Episoden in 1 Staffel, Zwölfteilige Fernseh-Dokumentation über eine Familie mit fünf Kindern, von denen eines (Lance Loud) schwul ist.)
- Gaycation (USA/Kanada 2016–2017, 8 Episoden und 2 Specials in 2 Staffeln)
- Visible – Out on Television (USA 2020, 5 Episoden in 1 Staffel)
- Pride (USA 2021, 6 Episoden in 1 Staffel)

### Französischsprachige Serien mit überwiegend LGBT-Themen
- Woke (Les engagés) (F 2017–2018, 20 Episoden in 2 Staffeln)
- Ich liebe euch! (J’ai deux amours) (F 2018, 3 Episoden in 1 Staffel)
- Fiertés – Mut zur Liebe (Fiertés) (F 2018, 3 Episoden in 1 Staffel)

### Spanischsprachige Serien mit überwiegend LGBT-Themen
- Mein queeres Leben / Queer You Are (Maricón perdido) (Spanien 2021, 6 Episoden in 1 Staffel)
- Smiley (Spanien 2022, 8 Episoden in 1 Staffel)

### Schwedischsprachige Serien mit überwiegend LGBT-Themen
- Young Royals (Schweden 2021–2024, 18 Episoden in 3 Staffeln)
- Tore (Schweden 2023, 6 Episoden in 1 Staffel)

### Dänischsprachige Serien mit überwiegend LGBT-Themen
- En af drengene (Dänemark 2023, 4 Episoden in 1 Staffel)

### Polnischsprachige Serien mit überwiegend LGBT-Themen
- Queen Sylwester kehrt zurück (Królowa) (Polen 2022, 4 Episoden in 1 Staffel)

### Asiatische Serien mit überwiegend LGBT-Themen
Im südostasiatischen Raum (insbesondere in Thailand, Südkorea, Japan und auf den Philippinen, vereinzelt auch in Taiwan und Vietnam) gibt es seit den späten 2010er-Jahren einen Boom sogenannter BL-Serien (Boylove), in denen die Liebe zwischen jungen asiatischen Männern thematisiert wird und die auch beim heterosexuellen Publikum und bei Kritikern oft sehr erfolgreich sind. Typisch für diese Serien ist, dass sie meist als Miniserien konzipiert sind, die nur aus ein bis zwei Staffeln bestehen, da die Geschichte auf diese Länge festgelegt wird und auch bei Erfolg nicht fortgesetzt wird. Viele dieser Serien basieren auf Romanvorlagen des in diesen Staaten ebenso populären BL-Genres.
- Love Sick: The Series (Thailand 2014–2015, 48 Episoden in 2 Staffeln)
- Make It Right (Thailand 2016, 2 Episoden in 1 Staffel)
- Shangyin (China 2016, 15 Episoden in 1 Staffel)
- Sotus the Series (Thailand 2016–2018, 29 Episoden in 2 Staffeln)
- 2Moons: The Series (Thailand 2017, 12 Episoden in 1 Staffel)
- HIStory (Taiwan 2017–2019, 58 Episoden in 3 Staffeln)
- Long Time No See (Südkorea 2017, 5 Episoden in 1 Staffel)
- Water Boyy: The Series (Thailand 2017, 14 Episoden in 1 Staffel)
- ’Cause You Are My Boy (Thailand 2018, 12 Episoden in 1 Staffel)
- Crossing the Line (Taiwan 2018, 8 Episoden in 1 Staffel)
- Kiss Me Again (Thailand 2018, 14 Episoden in 1 Staffel)
- Love by Chance (Thailand 2018–2020, 26 Episoden in 2 Staffeln)
- Our Skyy (Thailand 2018, 5 Episoden in 1 Staffel)
- 2Moons2 (Thailand 2019, 15 Episoden in 1 Staffel)
- Daidaeng (Thailand 2019–2020, 18 Episoden in 1 Staffel)
- Dark Blue Kiss (Thailand 2019, 12 Episoden in 1 Staffel)
- He's Coming To Me (Thailand 2019, 8 Episoden in 1 Staffel)
- TharnType (Thailand 2019–2021, 27 Episoden in 2 Staffeln)
- Theory of Love (Thailand 2019–2020, 13 Episoden in 1 Staffel)
- 2gether (Thailand 2020, 13 Episoden in 1 Staffel)
- Boys' Lockdown (Philippinen 2020, 6 Episoden in 1 Staffel)
- Still 2gether (Thailand 2020, 5 Episoden in 1 Staffel)
- Ben X Jim (Philippinen 2020–2021, 15 Episoden in 2 Staffeln)
- Gameboys (Philippinen 2020–2022, 22 Episoden in 2 Staffeln)
- Hello, Stranger (Philippinen 2020, 8 Episoden in 1 Staffel)
- I Told Sunset About You (Thailand 2020–2021, 10 Episoden in 2 Staffeln)
- In Between (Philippinen 2020, 14 Episoden in 1 Staffel)
- Like in the Movies (Gaya Sa Pelikula, Philippinen 2020, 8 Episoden in 1 Staffel)
- My Day (Philippinen 2020, 12 Episoden in 1 Staffel)
- My Extraordinary (Philippinen 2020, 8 Episoden in 1 Staffel)
- My Gear and Your Gown (Thailand 2020, 12 Episoden in 1 Staffel)
- Oh, Mando! (Philippinen 2020, 6 Episoden in 1 Staffel)
- Sanjûsai made dôtei da to mahôtsukai ni narerurashii (Japan 2020, 12 Episoden in 1 Staffel)
- Where Your Eyes Linger (Südkorea 2020, 8 Episoden in 1 Staffel)
- Mr. Heart (Südkorea 2020, 8 Episoden in 1 Staffel)
- Why R U? (Thailand 2020, 13 Episoden in 1 Staffel)
- Quaranthings (Philippinen 2020–2021, 16 Episoden in 2 Staffeln)
- Color Rush (Südkorea 2020–2022, 16 Episoden in 2 Staffeln)
- My Sweet Dear (Südkorea 2021, 8 Episoden in 1 Staffel)
- You Make Me Dance (Südkorea 2021, 8 Episoden in 1 Staffel)
- The Tasty Florida (Südkorea 2021, 8 Episoden in 1 Staffel)
- Light on Me (Südkorea 2021, 16 Episoden in 1 Staffel)
- We Best Love: No.1 for You (Taiwan 2021, 14 Episoden in 2 Staffeln)
- Be Loved in House (Taiwan 2021, 12 Episoden in 1 Staffel)
- 1000Stars (Thailand 2021, 10 Episoden in 1 Staffel)
- Fish Upon the Sky (Thailand 2021, 12 Episoden in 1 Staffel)
- Bad Buddy (Thailand 2021–2022, 12 Episoden in 1 Staffel)
- Not Me (Thailand 2021–2022, 14 Episoden in 1 Staffel)
- To My Star (Südkorea 2021–2022, 21 Episoden in 2 Staffeln)
- Utsukushii kare (Japan 2021–2023, 11 Episoden in 2 Staffeln)
- Old Fashion Cupcake (Japan 2022, 5 Episoden in 1 Staffel)
- Mr. Unlucky Has No Choice But to Kiss! (Japan 2022, 8 Episoden in 1 Staffel)
- Eien no kinô (Japan 2022, 8 Episoden in 1 Staffel)
- Echanté (Thailand 2022, 10 Episoden in 1 Staffel)
- Want to see you (Vietnam 2022, 14 Episoden in 1 Staffel)
- Plus & Minus (Taiwan 2022, 13 Episoden in 1 Staffel)
- My Tooth Your Love (Taiwan 2022, 12 Episoden in 1 Staffel)
- Blueming (Südkorea 2022, 11 Episoden in 1 Staffel)
- Semantic Error (Südkorea 2022, 8 Episoden in 1 Staffel)
- Cherry Blossoms After Winter (Südkorea 2022, 8 Episoden in 1 Staffel)
- Oh! Boarding House (Südkorea 2022, 8 Episoden in 1 Staffel)
- First Love, Again (Südkorea 2022, 10 Episoden in 1 Staffel)
- Roommates of Poongduck 304 (Südkorea 2022, 8 Episoden in 1 Staffel)
- The Eclipse (Thailand 2022, 12 Episoden in 1 Staffel)
- Love in the Air (Thailand 2022, 14 Episoden in 1 Staffel)
- Cutie Pie (Thailand 2022, 12 Episoden in 1 Staffel)
- Never Let Me Go (Thailand 2022–2023, 12 Episoden in 1 Staffel)
- My School President (Thailand 2022–2023, 12 Episoden in 1 Staffel)
- Between Us (Thailand 2022–2023, 12 Episoden in 1 Staffel)
- Candy Color Paradox (Japan 2022–2023, 8 Episoden in 1 Staffel)
- Minato's Laundromat: Wash My Heart! (Japan 2022–2023, 24 Episoden in 2 Staffeln)
- Love Class (Südkorea 2022–2023, 16 Episoden in 2 Staffeln)
- The New Employee (Südkorea 2022–2023, 7 Episoden in 1 Staffel)
- The Director Who Buys Me Dinner (Südkorea 2022–2023, 10 Episoden in 1 Staffel)
- Kiseki: Dear to Me (Taiwan 2023, 13 Episoden in 1 Staffel)
- Tokyo in April Is ... (Japan 2023, 8 Episoden in 1 Staffel)
- Taikan Yoho (Japan 2023, 8 Episoden in 1 Staffel)
- Kimi to nara koi wo sitemitemo (Japan 2023, 5 Episoden in 1 Staffel)
- Kimi ni wa Todokanai (Japan 2023, 8 Episoden in 1 Staffel)
- Our Dining Table (Japan 2023, 11 Episoden in 1 Staffel)
- Jack o' Frost (Japan 2023, 6 Episoden in 1 Staffel)
- Happy Merry Ending (Südkorea 2023, 8 Episoden in 1 Staffel)
- Sing My Crush (Südkorea 2023, 8 Episoden in 1 Staffel)
- Love Mate (Südkorea 2023, 8 Episoden in 1 Staffel)
- Individual Circumstances (Südkorea 2023, 8 Episoden in 1 Staffel)
- Love Tractor (Südkorea 2023, 8 Episoden in 1 Staffel)
- Star Struck (Südkorea 2023, 8 Episoden in 1 Staffel)
- A Shoulder to Cry On (Südkorea 2023, 9 Episoden in 1 Staffel)
- A Breeze of Love (Südkorea 2023, 10 Episoden in 1 Staffel)
- Unintentional Love Story (Südkorea 2023, 10 Episoden in 1 Staffel)
- Bump Up Business (Südkorea 2023, 8 Episoden in 1 Staffel)
- Sing My Crush (Südkorea 2023, 8 Episoden in 1 Staffel)
- Bon Appetit (Südkorea 2023, 8 Episoden in 1 Staffel)
- Our Dating Sim (Südkorea 2023, 8 Episoden in 1 Staffel)
- Jun & Jun (Südkorea 2023, 8 Episoden in 1 Staffel)
- All the Liquors (Südkorea 2023, 8 Episoden in 1 Staffel)
- Cutie Pie 2 You (Thailand 2023, 4 Episoden in 1 Staffel)
- Moonlight Chicken (Thailand 2023, 8 Episoden in 1 Staffel)
- Only Friends (Thailand 2023, 12 Episoden in 1 Staffel)
- A Boss and a Babe (Thailand 2023, 12 Episoden in 1 Staffel)
- You Are Mine (Taiwan 2023–2024, 11 Episoden in 1 Staffel)
- Cherry Magic (Thailand 2023–2024, 12 Episoden in 1 Staffel)
- Cooking Crush (Thailand 2023–2024, 12 Episoden in 1 Staffel)
- Naughty Babe (Thailand 2023–2024, 8 Episoden in 1 Staffel)
- The Rebound (Thailand 2024, 12 Episoden in 1 Staffel)
- Wandee Goodday (Thailand 2024, 12 Episoden in 1 Staffel)
- My Stand-In (Thailand 2024, 12 Episoden in 1 Staffel)
- We Are (Thailand 2024, 16 Episoden in 1 Staffel)
- Caged Again (Thailand 2024, 10 Episoden in 1 Staffel)
- Your Sky (Thailand 2024, 12 Episoden in 1 Staffel)
- Jack and Joker (Thailand 2024, 12 Episoden in 1 Staffel)
- The Trainee (Thailand 2024, 12 Episoden in 1 Staffel)
- This Love Doesn't Have Long Beans (Thailand 2024, 8 Episoden in 1 Staffel)
- Century of Love (Thailand 2024, 10 Episoden in 1 Staffel)
- Unknown (Taiwan 2024, 12 Episoden in 1 Staffel)
- The Time of Fever (Südkorea 2024, 6 Episoden in 1 Staffel)
- Let Free the Curse of Taekwondo (Südkorea 2024, 9 Episoden in 1 Staffel)
- Love in the Big City (Südkorea 2024, 8 Episoden in 1 Staffel)
- Jazz for Two (Südkorea 2024, 8 Episoden in 1 Staffel)
- Love for Love's Sake (Südkorea 2024, 8 Episoden in 1 Staffel)
- Blue Canvas of Youthful Days (China 2024, 12 Episoden in 1 Staffel)
- Koi wo Surunara Nidome ga Joto (Japan 2024, 6 Episoden in 1 Staffel)
- 25ji Akasaka de (Japan 2024, 10 Episoden in 1 Staffel)
- Cosmetic Playlover (Japan 2024, 8 Episoden in 1 Staffel)
- I Hear the Sunspot (Japan 2024, 12 Episoden in 1 Staffel)
- Happy of the End (Japan 2024, 8 Episoden in 1 Staffel)
- Kare no iru seikatsu (Japan 2024, 8 Episoden in 1 Staffel)
- Perfect Propose (Japan 2024, 6 Episoden in 1 Staffel)
- Our Youth (Japan 2024–2025, 11 Episoden in 1 Staffel)
- See Your Love (Taiwan 2024–2025, 13 Episoden in 1 Staffel)
- Your Sky (Thailand 2024–2025, 12 Episoden in 1 Staffel)
- Thame - Po Heart That Skips a Beat (Thailand 2024–2025, 13 Episoden in 1 Staffel)
- The Boy Next World (Thailand 2025, 10 Episoden in 1 Staffel)
- When It Rains, It Pours (Japan 2025, 7 Episoden in 1 Staffel)

### Nichtdeutschsprachige Serien, die LGBT oft thematisieren
- The 100 (Clarke Griffin und Lexa ab Staffel 2 Folge 6)
- 90210 (Ab Staffel 3 - Coming Out von Teddy - daraufhin einige Liebeleien.)
- AJ and the Queen (Hauptfigur Ruby Red ist schwul und fällt auf den bisexuellen Bauernfänger Damien Sanchez rein, später verliebt sie sich in Darrell, den Bodyguard einer Freundin; Rubys Mitbewohner Louis fängt ein Verhältnis mit dem Polizisten Patrick Kennedy an; etliche Gastauftritte bekannter queerer Dragqueens)
- The Aliens (schwule Hauptfigur Dominic, der sich in Lewis verliebt)
- American Dad (Zeichentrickserie)
- Anna Pihl – Auf Streife in Kopenhagen (Jan, bei dem Anna mit ihrem Sohn wohnt ist schwul, dies wird oft thematisiert, als Jan beispielsweise auf Partnersuche ist oder er eine lesbische Frau sucht, die Kinder mit ihm haben möchte)
- Arrow (Sara Lance und Nyssa al Ghul ab Staffel 2 Folge 13)
- Barry (Hauptfigur NoHo Hank ist in Cristobal Sifuentes verliebt, schwule Nebenfigur Nick Nicholby)
- Beverly Hills, 90210 (im Verlauf der Serie gibt es immer wieder homosexuelle Rollen und Handlungsstränge)
- Black Sails (Eleanor und Max in Staffel 1, 2014, Max und Anne Bonny in Staffel 2, 2015)
- The Bold Type – Der Weg nach oben (Hauptfigur Kat Edison ist sich ihrer Sexualität zunächst unsicher und fängt später eine feste Beziehung mit Adena El-Amin an; zwischendurch mehrere kurze Beziehungen mit verschiedengeschlechtlichen Partnern)
- Borgen (dänische Fernsehserie seit 2010; mit einer Frau verheirateter Justizminister ist heimlich schwul; später in der Serie Selbstmord)
- Brothers & Sisters (schwule Hauptfigur Kevin Walker)
- Buffy – Im Bann der Dämonen (Willow und Tara ab der 4. Staffel, Kennedy in der 7. Staffel, Larry Blaisdell)[56]
- Call My Agent! (Beziehung zwischen Hauptfigur Andréa Martel und Colette Brancillon wird oft thematisiert, Hauptfigur Hervé André-Jezack ist schwul)
- Carmilla (Vampirserie in der sich eine Vampirin in eine Studentin verliebt, mehrere Hauptfiguren und Nebenfiguren sind lesbisch)
- Carnivàle
- Celebrity: Der Ruhm (einer der Hauptcharaktere ist ein schwuler Hollywoodstar)[57]
- Chaos City (schwule Figur Gordon Heywood)[56]
- Chicago Fire (Leslie Elizabeth Shay, eine der Rettungssanitäterinnen, ist lesbisch. Stirbt im Serienfinale der 1. Staffel.)
- Clarence (Hauptfigur Jeffrey Randell hat zwei Mütter, EJ und Sue)
- Class (schwule Liebesgeschichte zwischen zwei Hauptfiguren)
- Crashing (Hauptfiguren: Fred, Sam, Will, Jessica)
- Crazy Ex-Girlfriend (mehrere homosexuelle und bisexuelle Charaktere, z. B. Darryl und Valencia)
- Dawson’s Creek (ab Staffel 2 schwule Hauptfigur Jack McPhee und einige andere Charaktere)[56]
- Dead to Me (schwule Hauptfigur Christopher Doyle, laut Liz Feldman beabsichtigter lesbischer Subtext zwischen den Hauptfiguren Jen Harding und Judy Hale, letztere hat in der zweiten Staffel eine kurze Beziehung mit Michelle, der Ex-Freundin der Nebenfigur Ana Perez)
- Dear White People (schwule Hauptfigur Lionel Higgins, mehrere schwule und lesbische Nebenfiguren)
- Der Denver-Clan (schwule/bisexuelle Hauptfigur Steven Carrington und einige Nebencharaktere)[58]
- Deputy – Einsatz Los Angeles (lesbische Hauptfigur Brianna Bishop, lesbische Nebenfigur Genevieve)
- Desperate Housewives (Andrew, der Sohn der Hauptfigur Bree, ist schwul, zudem lebt noch ein schwules Paar in der Nachbarschaft)[59]
- Doctor Who (in Staffel 10 erstmals eine offen lesbische Begleiterin und Hauptfigur in Doctor Who, Bill Potts,[60] davor gab es bereits eine lesbische Liebesgeschichte zwischen den wiederkehrenden Figuren Jenny Flint und der Außerirdischen Vastra, die erstmals in Folge 6x07 zu sehen waren[61] außerdem war Jack Harkness ein Begleiter, der sich selbst als omnisexuell bezeichnet und ein eigenes Spin-off bekam. Jack war erstmals in Folge 1x09 zu sehen.[62])
- Downton Abbey (schwule Figur Thomas Barrow)
- Drawn Together (Zeichentrickserie)
- Easy (lesbische Hauptfiguren Chase und Jo)
- Élite
- The Ellen Show (Ellen DeGeneres spielt eine lesbische Frau, Nachfolgeserie zu Ellen)
- Emergency Room (Dr. Kerry Weaver ab der 7. Staffel, Dr. Maggie Doyle (Nebencharakter der Staffeln 3–6))
- Epitafios – Tod ist die Antwort
- Euphoria (Hauptfigur Rue Bennett verliebt sich in ihre bisexuelle Mitschülerin Jules Vaughn, bisexuelle Hauptfigur Cal Jacobs, lesbische Nebenfigur Anna)
- Everything Sucks! (Hauptfigur Kate Messner verliebt sich in die bisexuelle Emaline Addario, findet aber zunächst nicht den Mut, sich zu outen)
- Faking It (romantische Komödie über zwei beste Freundinnen, die wegen der plötzlichen Beliebtheit ein Liebespaar vortäuschen. Amy empfindet allerdings wirklich mehr für Karma und steckt daher in eine sexuelle Orientierungskrise. In Staffel 2 fängt Amy eine lesbische Beziehung zu der DJ Reagan an.)
- Family Guy (Zeichentrickserie)
- Für alle Fälle Amy (Maxine nimmt Eric Black auf, einen minderjährigen homosexuellen Jungen, der mehrmals missbraucht wurde)
- Friends (Ross’ Ex-Frau Carol und ihre Lebensgefährtin Susan)
- Girls (schwule Nebenfigur Elijah)
- Glee
- Golden Girls (Blanches Bruder Clayton ist schwul, Dorothys Collegefreundin Jean ist lesbisch, auch in einigen anderen Episoden wird Homosexualität thematisiert)
- Gossip Girl (staffelübergreifend Eric Van der Woodsen - einige Beziehungen.)
- Grace and Frankie (Grace und Frankie werden von ihren langjährigen Ehemännern verlassen, da diese sich als schwul outen und einander heiraten wollen)
- The Great North (schwule Hauptfigur Ham Tobin)
- Grey’s Anatomy (Callie ist bisexuell und hat eine kurzzeitige Beziehung zu Dr. Erica Hahn, dann mit der lesbischen Kinderchirurgin Dr. Arizona Robbins)
- Haiyore! Nyaruko-san (Kūko und Hastur)
- Happily Divorced (Fran lebt in einer WG mit ihrem Ex-Ehemann Peter, nachdem dieser sich als schwul geoutet hat)
- Hollywood (schwule Hauptfiguren Dick Samuels, Archie Coleman, Rock Hudson, Henry Willson, weitere reale homo- und bisexuelle Personen als Nebenfiguren)
- Hex (Thelma Bates, Tom Wright, Maya Robertson, Nominierung für den GLAAD Media Award als Outstanding Drama Series)
- How to Get Away with Murder (Connor Walsh und Oliver Hampton schwul, Annalise Keating bisexuell, Eve Rothlo lesbisch)
- How I Met Your Mother (Bruder der Hauptfigur Barney ist schwul)
- I Am Not Okay With This (Hauptfigur Sydney Novak verliebt sich in ihre beste Freundin Dina, die ihre Gefühle langsam erwidert)
- Inspektor Hooperman (durchgehende Nebenfigur des schwulen Polizisten Rick Silardi, ein frühes Beispiel für eine wenig klischeebehaftete Darstellung eines homosexuellen Charakters)[58]
- In The Flesh (die Hauptfiguren Kieren Walker und Simon Monroe, sowie die Nebenfigur Rick Macy)
- L.A. Crash
- Lost Girl (Bo und Lauren, kanadische Mystery-Serie seit 2010)
- Love, Victor (die Hauptfigur Victor sucht seine sexuelle Identität, die sich am Ende als schwul entpuppt; er kommt später mit Benji zusammen)
- Mann muss nicht sein (eine der ersten Serien, die homosexuelle AIDS-Patienten in einem positiven Licht darstellte, Suzannes Jugendfreundin Eugenia ist lesbisch, Suzanne glaubt nicht an die Existenz von Bisexualität, Homosexualität ist auch in anderen Episoden ein Thema)
- Melrose Place (schwule Hauptfigur Matt Fielding und andere)[56]
- Men in Trees
- Die Nanny (in mehreren Episoden wird Homosexualität thematisiert)
- Nola Darling (pansexuelle Hauptfigur, fängt eine Beziehung mit ihrer alten Schulfreundin Opal Gilstrap an)
- Now Apocalypse (schwule Hauptfigur Ulysses Zane, schwule Nebenfiguren Gabriel und Isaac, lesbische Nebenfigur Frank)
- O.C., California[63] (8 Folgen)
- One Day at a Time (Elena realisiert, dass sie lesbisch ist und outet sich)
- Orange Is the New Black (mehrere inhaftierte Frauen sind lesbisch bzw. bisexuell, hauptsächlich geht es aber um die Beziehung zwischen Piper und ihrer Ex-Freundin Alex)
- Orphan Black (Cosima und Delphine ab Staffel 1–3, Cosima und Shay in Staffel 3)
- The Other Two (Schwule Hauptfigur Cary Dubek, sein laut eigener Aussage heterosexueller Mitbewohner Matt flirtet ständig mit ihm, schwule Nebenfiguren Curtis und Jeremy Delongpre)
- Person of Interest (Root lesbisch, Sameen Shaw bisexuell)
- Die Pest (Hauptfigur Luis de Zúñiga ist homosexuell)
- The Politician (bisexuelle Hauptfiguren Payton Hobart, River Barkley und Georgina Hobart, lesbische Hauptfigur Skye Leighton, die eine Affäre mit McAfee Westbrook hat, lesbische Nebenfigur Brigitte)
- Pretty Little Liars (Emiliy Fields, Maya St. Germain, Paige McCullers)
- The Real O’Neals (schwule Hauptfigur „Kenny O’Neal“)
- Rita (schwule Hauptfigur Jeppe Madsen)
- Riverdale
- Rookie Blue (Cop-Serie, Gail & Holly, Mitte der 4. Staffel)
- Roseanne (lesbische Nebenfigur Nancy und Mutter Beverly, schwule Nebenfigur Leon und andere)[58][64]
- Sailor Moon (Im japanischen Original sind Haruka und Michiru ein lesbisches Paar; Zoisite [der im Original ein Mann ist] und Kunzite in Staffel 1, Fischauge, der im Original auch ein Mann ist und sich männliche Opfer aussucht in Staffel 4)
- Scrubs – Die Anfänger (Sohn des Chefarztes Robert Kelso, der oft mündlich erwähnt wird, sowie einige gelegentlich auftauchende Nebenfiguren)
- Sense8 (transgender Frau Nomi Marks in lesbischer Beziehung mit Amanita Caplan, schwule Beziehung zwischen Lito Rodriguez und Hernando Fuentes, pansexuelle Nebenfigur Zakia Asalache)
- Sex and the City[56]
- Sex Education
- Shadowhunters (schwule Hauptfigur Alec Lightwood, bisexuelle Hauptfigur Magnus Bane)
- Shameless (schwule Hauptfigur Ian Gallagher, schwule/bisexuelle Hauptfigur Mickey Milkovich, bisexuelle Hauptfigur Debbie Gallagher)
- The Shannara Chronicles (bisexuelle Hauptfigur Eretria)
- She-Ra und die Rebellen-Prinzessinnen (Zeichentrickserie, mehrere homosexuelle Haupt- und Nebenfiguren)
- Die Simpsons[56] (Waylon Smithers, ab 2006 auch Patty Bouvier) immer wieder Anspielungen bei Rod und Milhouse sowie Lenny und Carl, und auch sonst wird das Thema immer wieder angesprochen. In den ersten 23 Staffeln (über 500 Folgen bis Mai 2012 in den USA und März 2013 in Deutschland) haben vier Folgen eine größere homosexuelle Storyline: S08E15 – Homer und gewisse Ängste (Homer’s Phobia); S14E17 – Homer auf Irrwegen (Three Gays of the Condo); S16E10 – Drum prüfe, wer sich ewig bindet (There’s Something About Marrying); S22E11 – Moeback Mountain (Flaming Moe).[65] Nach einer Analyse von Erwin In het Panhuis über die ersten 500 Folgen gibt es „weitere rund 490 einzelne schwul-lesbische Szenen und mehr als 70 schwule und lesbische Personen, die sich in der US-Zeichentrickserie mit Sprechrollen identifizieren lassen. Homer Simpson, das Familienoberhaupt, hat schon mehr als 50 Mal Männer auf den Mund geküsst.“ Das Ergebnis der Darstellungen sei insgesamt gesehen positiv: „Trotz der Rückgriffe auf Klischees ist bei den ‚Simpsons‘ fast immer ein intelligenter, fairer und unterhaltsamer Umgang mit Homosexualität zu beobachten.“[66]
- Sirens (schwule Hauptfigur Henry Isaiah „Hank“ St. Clare)
- Six Feet Under – Gestorben wird immer (Hauptfigur David mit Lebensgefährte Keith, aber auch Claire und Edie in einigen Folgen)
- Skins (in den ersten zwei Staffeln der schwule Teenager Maxxie, ab Staffel drei die aufkeimende lesbische Beziehung von Naomi und Emily)
- Soap – Trautes Heim (Hauptfigur Jodie Dallas)
- South Park (Zeichentrickserie)
- Spartacus (Gladiator Barca und Sklave Pietros; Agron und Nasir)
- Stargate Universe (lesbische Beziehung zwischen der Hauptfigur Camile Wray und Sharon)
- Star Trek: Discovery, 2017, Hauptfigur Hugh Culber (gespielt von Wilson Cruz) und Paul Stamets (gespielt von Anthony Rapp) in Beziehung
- Story of Andi (Einer der Hauptfiguren Cyrus Goodman, outet sich Ende der 2. Staffel als schwul und kommt Ende der Serie mit dem Nebencharakter TJ Kippen zusammen)
- Taras Welten
- Torchwood (verschiedenste Szenen, sowohl in schwuler Hinsicht, zwischen Ianto und Jack, als auch zweimalige lesbische Szenen; alle Hauptfiguren küssen zumindest Personen desselben Geschlechts)
- Transatlantic (Beziehung zwischen Varian Fry (Cory Michael Smith) und Thomas Lovegrove (Amit Rahav))
- The Tribe – Eine Welt ohne Erwachsene (May verliebt sich in Salene in Staffel 5)
- True Blood (Lafayette Reynolds, Jesus Velasquez, James Kent und viele weitere Neben- und Hauptfiguren sind homosexuell, das Schicksal der Vampire in der Serie orientiert sich an dem der Schwulen- und Lesbenbewegung in den USA und deren Terminologie.)
- Undateable (schwule Hauptfigur Brett, der verkuppelt werden soll)
- Unter Brüdern (schwule Hauptfiguren Cliff Waters und Donald Maltby)
- Vida (bisexuelle Hauptfigur Emma Hernandez, ihre verstorbene Mutter war in einer lesbischen Beziehung mit Eddy Martínez, homosexuelle Hauptfiguren Cruz und Nico)
- Die wilden Neunziger (Hauptfigur Ozzie ist schwul)
- Willkommen im Leben (Hauptfigur Enrique „Ricky“ Vasquez, schwuler High-School-Schüler, Nebenfigur Mr. Katimski, schwuler Lehrer & dessen Partner)
- Work in Progress (Hauptfigur Abby ist lesbisch, fängt aber dennoch eine offene Beziehung mit dem jungen Chris an, lesbische Nebenfigur Melanie)
- Wynonna Earp (lesbische Beziehung zwischen Waverly Earp und Nicole Haught)
- Xena – Die Kriegerprinzessin (Xena und Gabrielle. Keine offene Darstellung, aber teilweise extrem deutlicher Subtext. Besonders deutlich in der 6. Staffel der Serie.)
- Wizards vs Aliens (Die Hauptfigur Benny Sherwood ist schwul. Im Laufe der Serie hat er sein Coming Out. Damit ist Wizards vs Aliens eine der wenigen Kinderserien, die Homosexualität thematisieren)